# L'Amour de la vie
L'Amour de la vie (titre original : Love of Life) est une nouvelle de l'écrivain américain Jack London, publié aux États-Unis en 1905, ayant pour sujet le Nord canadien. En France, elle est paru pour la première fois en 1914.

## Résumé
Abandonné par son compagnon dans l'immensité gelée du Klondike, un homme blessé s'obstine pourtant à avancer. Mais bientôt, sur ses traces, rôde une nouvelle menace. Un loup malade, squelettique, tout aussi affamé que lui…

## Titre du roman
La majorité des éditeurs a opté pour la traduction la plus fidèle : L'Amour de la Vie ; quelques-uns ont choisi une traduction moins fidèle : La Rage de vivre.

## Extrait du roman
Voici un passage de La Rage de vivre (Love of Life) de Jack London, tiré de l'édition Presses Pocket, 1988.
« Il attendit. Les crocs se refermèrent doucement ; leur pression s'accentua ; le loup puisait dans ses dernières forces pour essayer d'enfoncer ses dents dans la nourriture qu'il attendait depuis si longtemps. Mais l'homme aussi attendait depuis longtemps, et sa main lacérée se referma sur la mâchoire. Lentement, pendant que le loup luttait faiblement et que la main serrait faiblement, l'autre main parvint à se placer pour assurer une prise. Cinq minutes plus tard, le corps de l'homme pesait de tout son poids sur celui du loup. Ses mains n'avaient pas assez de force pour l'étouffer mais son visage était pressé tout contre la gorge de l'animal et sa bouche était pleine de poils, Au bout d'une demi-heure, il sentit que quelque chose de chaud s'écoulait dans sa gorge. Ce n'était pas une sensation agréable. On aurait dit du plomb fondu introduit de force dans son estomac - et c'était sa volonté seule qui l'obligeait à l'avaler. Plus tard l'homme roula sur le dos et s'endormit.»

## Éditions

### Éditions en anglais
- Love of Life, dans le McClure's Magazine, décembre 1905.
- Love of Life, dans le recueil Love of Life & Others Stories, New York ,The Macmillan Co, septembre 1907.

### Traductions en français
- L'Amour de la vie,  traduction de Paul Wenz, Paris, Nouvelle Revue Française, juin 1914.
- La Passion de vivre, traduction de Rémi Simon,in L’Appel de la forêt, recueil, Nathan, 1982.
- La Rage de vivre, traduction de Michel Marcheteau in Tales of the Far North/Histoires du Grand Nord, recueil bilingue, Presses Pocket, 1988.
- L'Amour de la vie, traduit par Marc Chénetier, Gallimard, 2016[3].
- Jack London, L'Amour de la vie, Paris, Gallimard, coll. « 10/18 », 1914, 317 p. (ISBN 2-264-00-819-9).

## Source
- (en) Texte original
- * http://www.jack-london.fr/bibliographie